# Coccyzus rufigularis
El cúa, tacó, alma de gato rufo o cuco picogordo de la Española (Coccyzus rufigularis) es una especie de ave cuculiforme de la familia Cuculidae endémica de la isla de La Española (República Dominicana y Haití) en el Caribe.

## Hábitat
Se encuentra en tierras bajas, preferentemente por debajo de los 900 m de altitud. Su hábitat es la estrecha zona de transición entre el bosque seco y el bosque húmedo, pero también se ha observado en las tierras bajas áridas, pinos, bosques latifoliados, bosques pluviales montanos e incluso en pastizales de zonas agrícolas. Su número ha disminuido por la destrucción de su hábitat.

## Descripción
Mide 45 a 50 cm de longitud. Su pico es grande y curvado. Se distingue por el color castaño rojizo de su garganta y pecho. El plumaje de las partes superiores es gris azulado, con un parche castaño rojizo en las primarias. El vientre es de color ocre. La cola es negra brillante y larga, con las puntas de las réctrices puntas blancas. La hembra es ligeramente más grande que el macho.

## Alimentación
Se alimenta principalmente de lagartijas e insectos.

## Reproducción
Tienen una temporada de cría corta, estrechamente ligada a la llegada de la estación húmeda y a la abundancia de cigarras, alimento para los pichones. Construyen el nido con palitos sueltos a una altura de 3 a 11 m sobre el suelo, en algún árbol y lo ocultan entre epífitas u hojas. La hembra pone dos o tres huevos de color grisáceo con un recubrimiento de color blanco tiza.